# Atlet AB
Atlet — компания, которая занимается производством и сбытом автопогрузчиков для работы внутри помещений и на открытых площадках. Компания также производит обслуживание автопогрузчиков и предоставляет услуги, связанные с перемещением грузов, такие как моделирование складских процессов, обучение и сервис. Главный офис компании, производственные и учебные помещения расположены в г. Мёльнлюкке, неподалёку от Гётеборга (Швеция).
Atlet входит в состав компании Nissan Forklift Co. Ltd. с филиалами в Бельгии, Дании, Франции, Люксембурге, Норвегии, Швеции, Нидерландах, Великобритании, Германии и США и дилерской сетью ещё в 36 странах.

## История компании
Кнут Якобсон в 1958 году основал в Гётеборге компанию Elitmaskiner. В то время компания производила только автопогрузчики для работы внутри помещений, а с 1966 года компания Elitmaskiner стала именоваться Atlet.
Первой продукцией компании были ручные транспортировщики поддонов. Начиная с 1960 года на рынке господствовали электрические штабелёры и ричтраки с телескопическими вилами. Затем Кнут Якобсон изобрёл сопровождаемый штабелер, по грузоподъёмности сравнимый с телескопическими ричтраками, но благодаря запатентованному стабилизатору боковой устойчивости с успехом используемый в узких складских проходах.
Начиная с 1970-х года, на Atlet организовано обучение операторов погрузчиков. Технические разработки привели к созданию решений по управлению складом на базе компьютерного моделирования, автоматических автопогрузчиков и мобильных терминальных систем, а в период с 1988 г. по 1994 г. Atlet приняла участие в научно-технической разработке в сотрудничестве с медиками и специалистами по трудотерапии. В результате этого сотрудничества был создан Tergo® — ричтрак с телескопическими вилами с использованием таких эргономичных решений, как небольшое рулевое колесо и плавающий подлокотник.
Nissan Forklift — дочерняя компания Nissan Motor Company — приобрела компанию Atlet AB в 2007 г. Nissan Motor Company на базе своего подразделения по производству промышленного оборудования основала новую компанию — «Nissan Forklift Co., Ltd.», активно действующую с 1 октября 2010 г.